# Championnat de la Martinique de football 2012-2013
Navigation
Saison précédente Saison suivante
La saison 2012-2013 du Championnat de la Martinique de football est la quatre-vingt-quatorzième édition de la première division en Martinique, nommée Régionale 1. Les quatorze formations de l'élite sont réunies au sein d'une poule unique où elles s'affrontent deux fois au cours de la saison. Les deux derniers du classement sont relégués et remplacés par les deux meilleurs clubs de Régionale 2 à l'issue de la saison.
C'est le Club franciscain qui est sacré cette saison après avoir terminé en tête du classement final, avec sept points d'avance sur le Club Colonial de Fort-de-France et dix sur le duo Racing Club de Rivière-Pilote-Golden Lion de Saint-Joseph. Il s’agit du quatorzième titre de champion de Martinique de l'histoire du club.

## Qualifications régionales
Les quatre premiers du championnat se qualifient pour la Ligue Antilles 2014.

## Les clubs participants
- Club franciscain
- CS Bélimois - Promu de Régionale 2
- Good Luck de Fort-de-France - Promu de Régionale 2
- Union sportive du Robert
- Club Colonial de Fort-de-France
- Racing Club de Rivière-Pilote
- Aiglon du Lamentin
- L'Essor-Préchotain
- Golden Star de Fort-de-France
- US Diamantinoise
- Golden Lion de Saint-Joseph
- Étoile Basse-Pointe
- US Marinoise
- Assaut de Saint-Pierre - Promu de Régionale 2

## Compétition
Le barème de points servant à établir le classement se décompose ainsi :
- Victoire : 4 points
- Match nul : 2 points
- Défaite : 1 point

### Classement
| Rang | Équipe                            | Pts | J  | G  | N  | P  | Bp | Bc | Diff |
| ---- | --------------------------------- | --- | -- | -- | -- | -- | -- | -- | ---- |
| 1    | Club franciscain                  | 84  | 26 | 17 | 7  | 2  | 56 | 27 | +29  |
| 2    | Club Colonial de Fort-de-France   | 77  | 26 | 14 | 9  | 3  | 44 | 19 | +25  |
| 3    | Racing Club de Rivière-Pilote'T'C | 74  | 26 | 13 | 9  | 4  | 46 | 26 | +20  |
| 4    | Golden Lion de Saint-Joseph       | 74  | 26 | 13 | 9  | 4  | 38 | 24 | +14  |
| 5    | US Diamantinoise                  | 65  | 26 | 10 | 9  | 7  | 36 | 32 | +4   |
| 6    | Union sportive du Robert          | 64  | 26 | 9  | 11 | 6  | 31 | 29 | +2   |
| 7    | Aiglon du Lamentin                | 62  | 26 | 11 | 3  | 12 | 34 | 32 | +2   |
| 8    | Good Luck de Fort-de-FranceP      | 55  | 26 | 6  | 11 | 9  | 37 | 35 | +2   |
| 9    | Golden Star de Fort-de-France     | 55  | 26 | 7  | 8  | 11 | 21 | 32 | -11  |
| 10   | L'Essor-Préchotain -1             | 53  | 26 | 6  | 10 | 10 | 36 | 45 | -9   |
| 11   | CS BélimoisP                      | 53  | 26 | 7  | 6  | 13 | 34 | 43 | -9   |
| 12   | US Marinoise                      | 50  | 26 | 6  | 6  | 14 | 25 | 42 | -17  |
| 13   | Étoile Basse-Pointe               | 48  | 26 | 5  | 7  | 14 | 22 | 45 | -23  |
| 14   | Assaut de Saint-PierreP           | 40  | 26 | 3  | 5  | 18 | 23 | 52 | -29  |

|  | Qualification pour la Ligue Antilles 2014                                               |
|  | Relégation en deuxième division                                                         |
|  | T : Tenant du titre C : Vainqueur de la Coupe de la Martinique P : Promu de Régionale 2 |

## Bilan de la saison
| Championnat de la Martinique de football 2012-2013 |                                 |
| Champion                                           | Club franciscain (14e titre)    |
| Coupes et trophées                                 |                                 |
| Vainqueur de la Coupe de la Martinique 2012-2013   | Racing Club de Rivière-Pilote   |
| Qualifications continentales                       |                                 |
| Ligue Antilles 2014                                | Club franciscain                |
| Ligue Antilles 2014                                | Club Colonial de Fort-de-France |
| Ligue Antilles 2014                                | Racing Club de Rivière-Pilote   |
| Ligue Antilles 2014                                | Golden Lion de Saint-Joseph     |
| Promotions et relégations                          |                                 |
| Promus en Régionale 1                              | Samaritaine de Sainte-Marie     |
| Promus en Régionale 1                              | US Riveraine                    |
| Relégués en Régionale 2                            | Étoile Basse-Pointe             |
| Relégués en Régionale 2                            | Assaut de Saint-Pierre          |